# Fórmula mágica (Suíça)
Na política suíça, a fórmula mágica (alemão: Zauberformel, francês: formule magique, italiano: formula magica) é uma fórmula para repartir os sete assentos executivos do Conselho Federal entre os quatro principais partidos governantes.